# Colla Castellera de la Cerdanya
La Colla Castellera de la Cerdanya és una colla castellera amb seu a la comarca de la Cerdanya. Es van fundar l'any 2019, apadrinada pels Castellers de Berga i els Castellers d'Andorra. Vesteix el color verd turquesa. Actualment es considera colla en formació.
La colla va fer els seus primers assajos a Llívia l'any 2018, impulsada per un grup de joves i el propi alcalde de Llívia. L'any següent es van traslladar a un antic teatre d'Alp. Després de passar per Ger, l'any 2022 van tornar a canviar de seu a La Tor de Querol.
Per la diada del seu bateig, van completar la primera diada amb tres construccions de sis pisos: el 3 de 6, el 4 de 6 amb l'agulla i el 4 de 6. L'any 2019 van seguir fent passes endavant amb el primer 5 de 6 descarregat a Santpedor el 26 d'octubre. La feina, tot i l'entrebanc de la pandèmia, es veuria recompensada el 2023 per la Diada de la colla a Das amb l'estrena del 2 de 6, completant d'aquesta manera la seva millor diada de la història: 3 de 6, 2 de 6 i 4 de 6 amb l'agulla.